# Эллипсис именной группы
Эллипсис именной группы — тип эллипсиса, при котором происходит опущение существительного-вершины именной конструкции при условии, что в контексте содержится антецедент, на основе которого можно восстановить значение пропущенного элемента.
Часто эллипсис именной группы представляет собой пропуск существительного после числительного, квантификатора или прилагательного.
Пример:
В нашей новой спальне три окна, а в прошлой было лишь два.